# Spirogyre
Spirogyra
Ne doit pas être confondu avec le groupe de musique Spyro Gyra, ni avec un autre groupe Spirogyra (groupe anglais)
Genre
Synonymes
- Conjugata Vaucher, 1803[2]
- Jugalis Schrank, 1814[2]

Spirogyra, les Spirogyres, est un genre d’algues vertes, filamenteuses de la famille des Zygnemataceae.
Les algues de ce genre (300 espèces environ) et de cette famille vivent toutes en eau douce ou saumâtre et ont un aspect floculent et une texture visqueuse.  Ces algues apprécient les eaux claires et fraiches au printemps (qui peuvent devenir plus chaudes en été). Elles colonisent le milieu aquatique de manière libre (non-fixée) dans la colonne d'eau et jusque sur le sédiment dans les eaux stagnantes ou à faible courant, et/ou plus rarement de manière fixée au niveau du sédiment ou de rochers ou parois, alors fixées par leurs rhizoïdes (pour les espèces qui en disposent et qui peuvent ainsi résister au courant, ce qui est le cas par exemple de Spirogyra fluviatilis qui comme son nom l'indique peut être trouvé dans certains fleuves)). La présence massive de cette espèce (comme celle d'autres filamenteuses) est considérée comme bioindicatrice de pollution organique et/ou minérale.

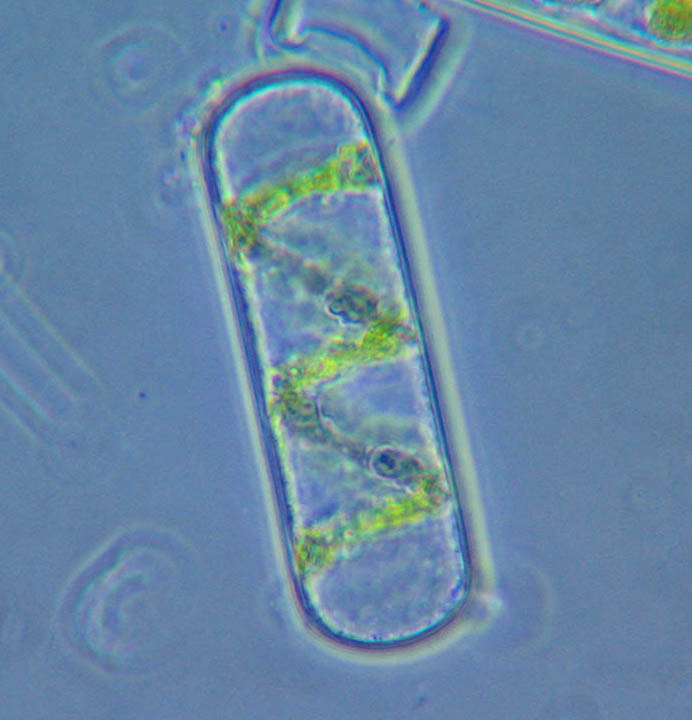
Une cellule de spirogyre montrant un chloroplaste rubané enroulé en spirale et portant des pyrénoïdes

## Habitats
Ils sont moins bien connus que pour les autres grands groupes d'algues filamenteuses.
Parmi les habitats connus de cette algue figurent principalement les fossés, les étangs et anses d'eaux douces pas totalement oligotrophes mais acides (jamais au-dessus d'un pH 5 aux Pays-Bas et peu minéralisées (bien que supportant le sodium et le potassium
(Collectif, 1997), claires, calmes, ensoleillées mais toujours fraiches au printemps. On trouve des spirogyres essentiellement dans la colonne d'eau des premiers 50 cm, mais avec des exceptions (dans certaines carrières par exemple et observées jusqu’à 7 m de profondeur dans la Durance par  Khalanski, Bonnet & Gregoire (1987) à l'aval du barrage de Serre-Ponçon. On les trouve aussi parfois sur des vases, graviers, pierres et galets, mais hormis Spirogyra fluviatilis, elles semblent très peu sensibles au substrat, car capables de vivre en pleine eau (Rodriguez & Vergon, 1996). Elles peuvent vivre en communautés avec des macrophytes (leur laissant plus de place en été après avoir été dominantes au printemps).

## Répartition
En France, des colonies importantes de ces algues ont été signalées dans les bassins Rhône-Méditerranée-Corse, Loire-Bretagne, Adour-Garonne, Rhin-Meuse et Seine-Normandie, mais non dans le bassin Artois-Picardie (Collectif, 1997).

## Description
Les spirogyres sont formées de filaments coloniaux. Ces filaments sont simples (non ramifiés) et en grande partie transparents et couverts d'une substance mucilagineuse gluante ; organisés de manière désordonnée (et parfois d'une sorte de thalle primitif ou " archéthalle " muni de rhizoïdes qui leur permet de s'ancrer sur un substrat) ce qui donne à leurs colonies ancrées ou se développant en surface (avec une couleur brun-jaunâtre en période de reproduction) de l'eau l'apparence d'une masse « floconneuse » de couleur vert vif à sombre et une texture visqueuse (qui semble les préserver du broutage).
Certains auteurs ont identifié deux types de filaments au sein d'une même espèce, selon le contexte en termes de températures et de luminosité ambiante en phase de croissance.
Comme chez toutes les algues filamenteuses de zone froide à tempérée, le développement de cette algue est soumis à un cycle saisonnier. Elle est plus précoce au printemps que les autres algues, avec la production de filaments neufs par les zygotes.

## Les cellules algales
Elles ne possèdent qu'un ou deux chloroplastes rubanés et disposés en forme de spirale (d'où le nom Spirogyra).
Les cellules cylindriques, disposées en files, sont pourvues d'une paroi cellulosique transparente externe leur assurant une certaine rigidité. Adhérant à cette paroi, du côté interne, se trouve une mince membrane cytoplasmique, tout aussi transparente et invisible aux faibles grossissements des photos. Près de cette membrane, dans le cytoplasme, se situe le chloroplaste (ou les chloroplastes selon les espèces). Leur chlorophylle, exposée à la lumière, permet la photosynthèse ; les spirogyres accumulent ainsi de l'amidon stocké autour de pyrénoïdes.

## Taxonomie, détermination
Les espèces sont au sein de ce genre déterminées et différenciées selon des critères végétatifs (nombre de plastes, caractères et nombre de cloisons) et reproductifs (spécificités morphologiques et des ornementations du zygote
(Collectif, 1997). Le caractère le plus différenciant est le plaste pariétal (rubané et tordu en hélice et doté de plusieurs pyrénoïdes. Ces plastes sont au nombre de 1 à 16 selon les espèces (Collectif, 1997).

## Reproduction
Les spirogyres fournissent un bon exemple de conjugaison : elles se reproduisent, de façon sexuée, en échangeant de l'ADN entre deux cellules. Certains filaments, dans un ensemble de filaments parallèles, jouent le rôle de femelle et d'autres celui de mâle.
Des cellules contiguës de filaments adjacents développent des extensions tubulaires qui croissent l'une vers l'autre et fusionnent finalement pour former un tube continu entre les deux cellules. Dans le même temps, le contenu de chaque cellule a formé une sphère.
Les sphères du filament mâle (équivalentes de spermatozoïdes), mobiles, après s'être frayé un chemin au travers du tube, fusionnent avec une sphère d'une cellule femelle dans l'autre filament. Le résultat de cette fécondation est une cellule œuf ou zygote diploïde (zygospore) dans le filament femelle. Ce zygote particulier est entouré d'une paroi solide et constitue une forme de résistance à de mauvaises conditions du milieu (comme le sont les spores de bactéries, moisissures, champignons...) Toutes ces cellules peuvent être l'objet de dissémination et espérer retrouver des conditions favorables à leur développement. Dans ce cas, le zygote de Spirogyra subit une méiose donne une spore haploïde qui germe, créant par mitoses successives, un nouveau filament haploïde.
La durée de la période de reproduction et de développement végétatif varie selon l'espèce (Simons & van Beem, 1990) ; certaines espèces semblent disparaître vers le milieu du mois de juin ou parfois prolongent la vie de leurs colonies jusqu'en automne.
La phase de reproduction sexuée pourrait être induite par un manque d’azote (éventuellement dû à la surconsommation de l'azote du milieu par l'algue). Ce stimulus pourrait induire une accumulation de lipides et la production de spores.

## Cycle biologique
Le cycle biologique des spirogyres est très simple :
- en ce qui concerne l'alternance cytologique de phases (haploïde et diploïde), la méiose intervient juste après la fécondation (après un éventuel temps de latence plus ou moins long). L'haplophase est ici beaucoup plus importante que la diplophase qui est réduite au zygote. Il s'agit donc d'un cycle haplophasique (ce qui signifie que toutes les cellules (sauf le zygote) sont haploïdes).
- en ce qui concerne l'alternance morphologique des générations, ce cycle ne comporte qu'une génération : de la méiospore (provenant de la division du zygote par méiose), à la fécondation, (et contrairement aux mousses ou aux fougères), il n'y a pas ici de génération (diplophasique) entre le zygote diploïde et la formation des spores haploïdes. Il s'agit d'un cycle monogénétique.

Le cycle biologique de Spirogyra (à lire de gauche à droite sur la ligne horizontale)

- A comparer aux cycles de reproduction
  - d'une mousse, par exemple Funaria hygrometrica, la funaire hygromètre où l'haplophase (gamétophyte haploïde) prédomine,
  - d'une fougère, voir Filicophyta : cycle végétatif des fougères isosporées où la diplophase (sporophyte diploïde) prédomine,
  - d'un animal (et aussi de l'être humain) où seuls les gamètes sont haploïdes (cycle diplophasique : toutes les cellules sont diploïdes sauf les gamètes ; monogénétique : les gamètes, lors de la fécondation, produisent un zygote diploïde qui se divise immédiatement par mitoses successives pour donner des cellules diploïdes - en simplifiant...)

## Biomasse
Bien que dotées d'une capacité inhabituellement élevée de photosynthèse (peut-être grâce à leurs parois transparentes), les espèces de spirogyres ne produisent jamais de biomasse aussi importante que les autres algues filamenteuses connues pour leur capacité à pulluler (ex : cladophores, dotées de mauvaises capacités photosynthétiques, mais résistantes et peu appétentes).
Le taux de recouvrement peut être important (jusqu'à 70 % dans le bassin Rhin-Meuse), mais les herbiers restent aérés, peu opaques à la lumière et occupent moins l'espace que ceux d'autres algues filamenteuses.

## Spécificités et facteurs limitants
La fraicheur printanière de l'eau semble indispensable.
À la différence des autres groupes d'algues filamenteuses capables de produire des populations importantes, elles sont peu sensibles à l'ombrage (car plus transparente et conservant une activité photosynthétique significative si la température de l'eau reste élevée) mais sont cependant sensibles à l’auto-ombrage quand l'eau est encore fraiche (au printemps) avec alors des mortalités de sub-surface observées en fin de printemps.
Si les teneurs de l'eau en phosphate ne semblent pas déterminantes, une corrélation a été détectée entre le taux de recouvrement par ces espèces et la teneur de l'eau en azote (pour des teneurs allant jusque 0,5 mg/l d’ammoniac).

## Utilisations
En Amérique du nord, l'un des noms amérindiens des Spirogyre sp. signifie  « Ce qui arrête le sang », dénomination associée au fait que la plante séchée s'employait comme coton absorbant, dont sur des plaies pour arrêter le saignement.

## Galerie

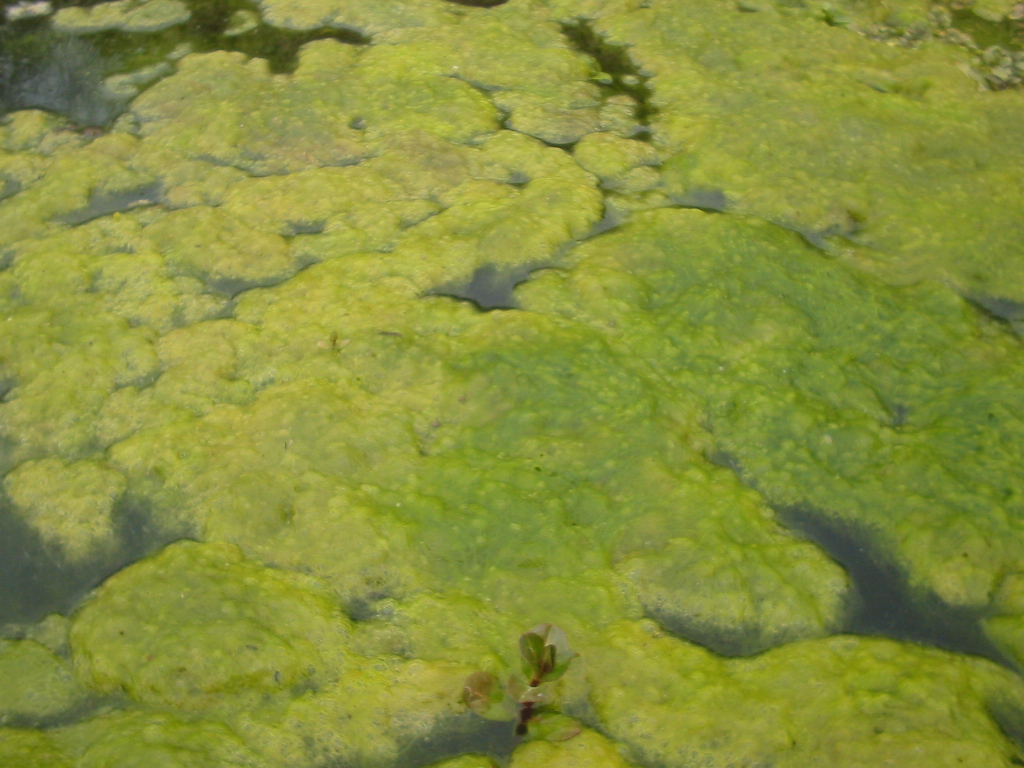
Spirogyres près de la surface d'un plan d'eau
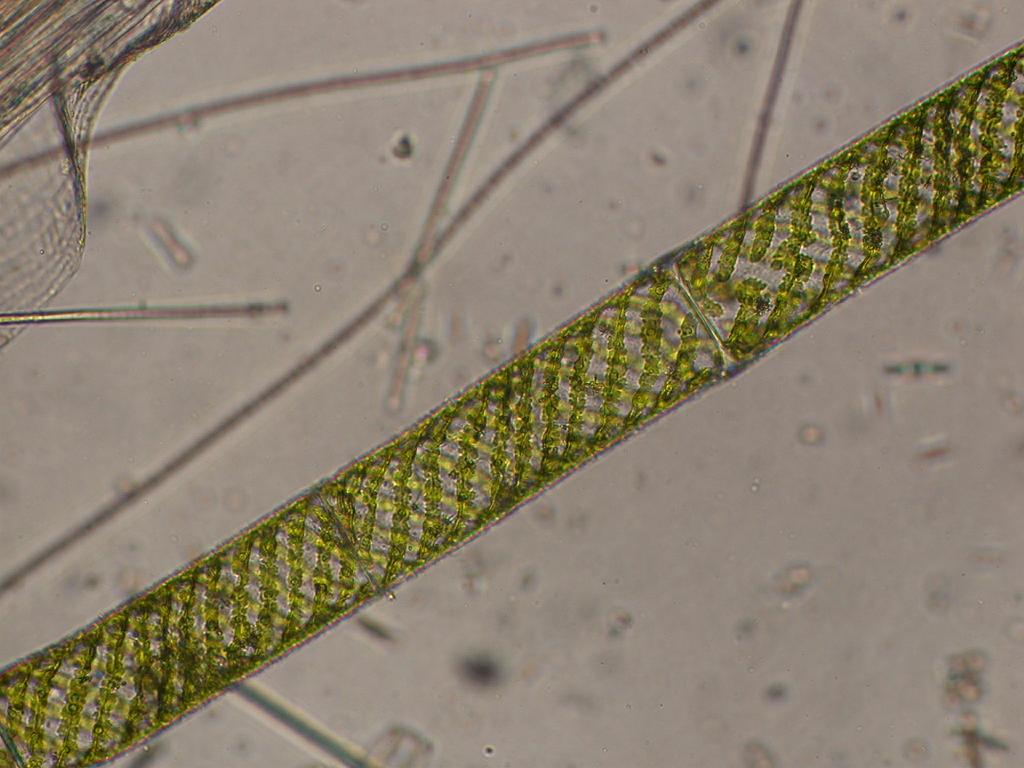
Un filament de spirogyre
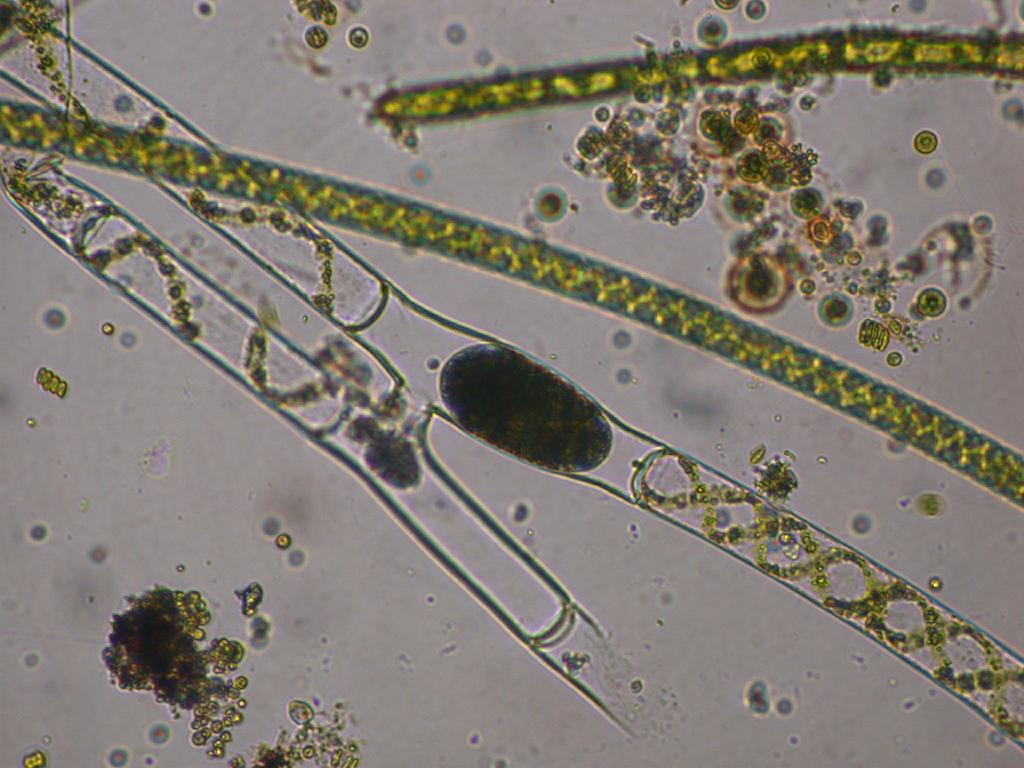
Un zygote de spirogyre
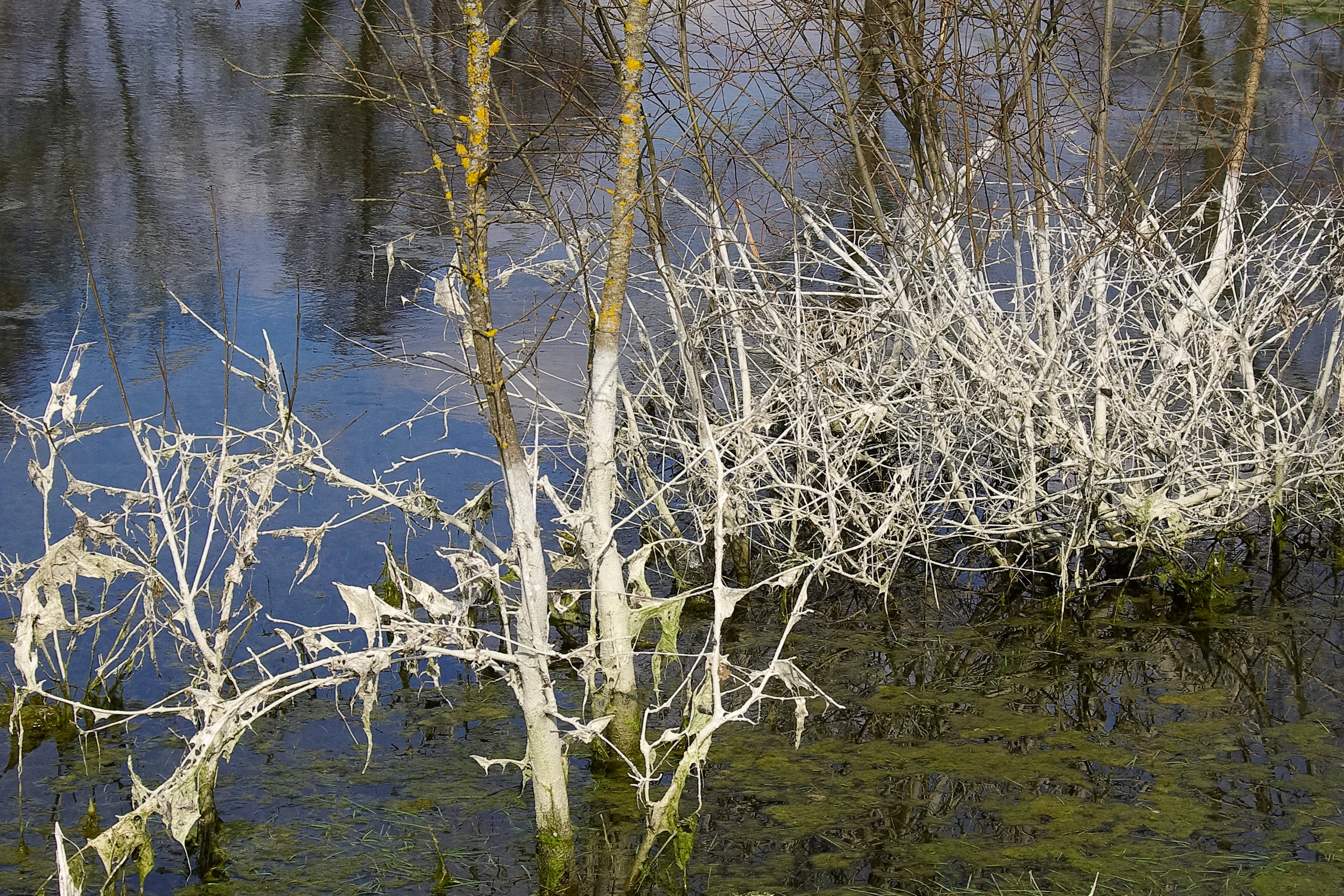
Spirogyres sèches après baisse des eaux

## Liste d'espèces
Selon ITIS (24 avril 2020) :
- Spirogyra aphanosculpta Skuja
- Spirogyra catenaeformis (Hass.) Kuetzing
- Spirogyra chenii Jao
- Spirogyra circumlineata Trans.
- Spirogyra cleveana Transeasu
- Spirogyra collinsii (Lewis) Printz
- Spirogyra communis (Hassall) Kuetzing
- Spirogyra crassa Kuetzing
- Spirogyra decimina Muller
- Spirogyra dentireticulata Rom.
- Spirogyra diluta Wood
- Spirogyra dubia Kuetzing
- Spirogyra ellipsospora Tanseau
- Spirogyra emilianensis Bonhomme
- Spirogyra farlowii Trans.
- Spirogyra fluviatilis Hisle
- Spirogyra gratiana Transeau
- Spirogyra hatillensis Transeau
- Spirogyra hornschuchii
- Spirogyra hyalina Cleve
- Spirogyra inconstans Collins
- Spirogyra inflata (Vauch.) Kuetzing
- Spirogyra insignis Kuetzing
- Spirogyra jurgensii
- Spirogyra kuusamoensis Hirn.
- Spirogyra laxa Kuetzing
- Spirogyra longata (Vaucher) Kuetzing
- Spirogyra lutetiana Perit
- Spirogyra majuscula (Kuetzing) Czurda
- Spirogyra malmeana Hirm.
- Spirogyra mienningensis Li
- Spirogyra mirabilis (Hassall) Kuetzing
- Spirogyra neglecta (Hass.) Kuetzing
- Spirogyra nitida (Dillw.) Link
- Spirogyra novaeangliae Transeau
- Spirogyra occidentalis (Trans.) Czurda
- Spirogyra orthospira Naegeli
- Spirogyra perforans Transeau
- Spirogyra porticalis (O. F. Mueller) Cleve
- Spirogyra pratensis Transeau
- Spirogyra protecta Wood
- Spirogyra pulchrifigurata Joa
- Spirogyra punctata Cleve
- Spirogyra quadrata (Hass.) Petit
- Spirogyra quinina
- Spirogyra reflexa Trans.
- Spirogyra rivularis (Hass.) Rebenhorst
- Spirogyra setiformis Kuetzing
- Spirogyra singularis Nordstedt
- Spirogyra stictica
- Spirogyra submarina (Collins) Transeau
- Spirogyra subsalsa Kuetzing
- Spirogyra tenuissima (Hass.) Kuetzing
- Spirogyra torta Blum
- Spirogyra varians (Hass.) Kuetzing
- Spirogyra weberi

Selon World Register of Marine Species (24 avril 2020) :
- Spirogyra abbreviata Zheng, 1981
- Spirogyra acanthophora (Skuja) Czurda, 1932
- Spirogyra acumbentis Vodenicarov, 1970
- Spirogyra adjerensis Gauthier-Lièvre, 1965
- Spirogyra adnata (Vaucher) Kützing, 1843
- Spirogyra adornata Ling, 1979
- Spirogyra aequalis F.L.Harvey, 1892
- Spirogyra aequinoctialis G.S.West, 1907
- Spirogyra affinis (Hassall) Petit, 1880
- Spirogyra africana (F.E.Fritsch) Czurda, 1932
- Spirogyra ahmedabadensis N.D.Kamat, 1962
- Spirogyra alkaliensis Noda, 1963
- Spirogyra alpina Kützing, 1845
- Spirogyra alternata Kützing
- Spirogyra amphimorpha A.K.M.N.Islam, 1984
- Spirogyra ampilii Ushadevi & Panikkar, 1994
- Spirogyra amplectens Skuja, 1937
- Spirogyra ampliata L.Liu, 1980
- Spirogyra anadpurensis Ropar, 1989
- Spirogyra anchora Skuja, 1949
- Spirogyra angolensis Welwitsch, 1897
- Spirogyra angulata Nipkow, 1961
- Spirogyra anjanii Ushadevi & Panikkar, 1994
- Spirogyra anomala Bhashyakarla Rao, 1937
- Spirogyra anzygoapora Singh, 1938
- Spirogyra aphanosculpta Skuja, 1937
- Spirogyra aplanospora Randhawa, 1938
- Spirogyra archanii Ushadevi & Panikkar, 1994
- Spirogyra arcta (C.Agardh) Endlichter, 1843
- Spirogyra arcuata Liu, 1980
- Spirogyra areolata Lagerheim, 1883
- Spirogyra arizonensis Rickert & Hoshaw, 1970
- Spirogyra arthuri Woodhead & Tweed, 1955
- Spirogyra articulata Transeau, 1934
- Spirogyra asiatica Czurda, 1932
- Spirogyra atasiana Czurda, 1939
- Spirogyra atrobrunnea Gauthier-Lièvre, 1965
- Spirogyra aubvillei Gauthier-Lièvre, 1965
- Spirogyra australica Czurda, 1932
- Spirogyra australiensis Möbius, 1895
- Spirogyra austriaca Czurda, 1932
- Spirogyra azygospora R.N.Singh, 1938
- Spirogyra baileyi Schmidle, 1896
- Spirogyra baradwjae Ludhiana
- Spirogyra bardhamanensis Kargupta & al., 1987
- Spirogyra batekiana Gauthier-Lièvre, 1965
- Spirogyra bellis (Hassall) P.Crouan & H.Crouan, 1867
- Spirogyra bengalensis Kargupta & P.Sarma, 1992
- Spirogyra bicalyptrata Czurda, 1930
- Spirogyra bichromatophora (Randhawa) Transeau, 1944
- Spirogyra biformis C.-C.Jao, 1935
- Spirogyra biharensis A.M.Verma & B.Kumari
- Spirogyra bii Kadlubowska, 1983
- Spirogyra bireticulata Liu, 1980
- Spirogyra borealis Zheng & Ling, 1979
- Spirogyra borgeana Transeau, 1916
- Spirogyra borgei Kadlubowska, 1983
- Spirogyra borkuense Gauthier-Lièvre, 1965
- Spirogyra borysthenica Kasanowsky & Smirnoff (Smirnov), 1913
- Spirogyra bourrellyana Gauthier-Lièvre, 1965
- Spirogyra braziliensis (Nordstedt) Transeau, 1916
- Spirogyra britannica Godward, 1956
- Spirogyra brunnea Czurda, 1932
- Spirogyra buchetii Petit, 1913
- Spirogyra bullata C.-C.Jao, 1935
- Spirogyra calcarea Transeau, 1934
- Spirogyra calchaquiesiae B.Tracanna
- Spirogyra californica Stancheva, J.D.Hall, McCourt & Sheath, 2013
- Spirogyra calospora Cleve, 1868
- Spirogyra canaliculata Segar, 1967
- Spirogyra cardinia S.H.Lewis, 2000
- Spirogyra caroliniana G.E.Dillard, 1969
- Spirogyra castanacea G.C.Couch, 1944
- Spirogyra cataeniformis (Hassall) Kützing, 1849
- Spirogyra cateniformis (Hassall) Kützing, 1849
- Spirogyra cavata Vodenicarov, 1970
- Spirogyra chaibasaensis A.K.Mahato, 1995
- Spirogyra chakiaensis (Bhashyakarla Rao) Willi Krieger, 1944
- Spirogyra chandigarhensis Unknown authority
- Spirogyra chandrae Kargupta & R.N.Jha, 2004
- Spirogyra chavarensis Ushadevi & Panikkar, 1994
- Spirogyra chekiangensis C.-C.Jao, 1939
- Spirogyra chenii C.-C.Jao, 1935
- Spirogyra chittagongenensis A.K.M.N.Islam, 1984
- Spirogyra chungkingensis Jao, 1935
- Spirogyra chuniae C.-C.Jao, 1935
- Spirogyra circumlineata Transeau, 1914
- Spirogyra circumvarians Kargupta & R.N.Jha, 2004
- Spirogyra clavata Segar, 1967
- Spirogyra cleveana Transeau, 1934
- Spirogyra colligata Hodgetts, 1920
- Spirogyra columbiana Czurda, 1932
- Spirogyra communis (Hassall) Kützing, 1849
- Spirogyra condensata (Vaucher) Dumortier, 1822
- Spirogyra congolensis Gauthier-Lièvre
- Spirogyra conspicua F.Gay, 1884
- Spirogyra convoluta
- Spirogyra corrugata Woodhead & Tweed, 1955
- Spirogyra costata Kadlubowska, 1979
- Spirogyra costulata Kadlubowska, 1979
- Spirogyra coumbiana Czurda
- Spirogyra crassa (Kützing) Kützing, 1843
- Spirogyra crassispina C.-C.Jao, 1939 †
- Spirogyra crassiuscula (Wittrock & Nordstedt) Transeau, 1934
- Spirogyra crassivallicularis C.-C.Jao, 1935
- Spirogyra crassoidea (Transeau) Transeau, 1937
- Spirogyra crenulata R.N.Singh, 1938
- Spirogyra croasdaleae Blum, 1943
- Spirogyra cupientis D.G.Vodenicharov & I.K.Kiryakov
- Spirogyra cyanosporum
- Spirogyra cylindrica Czurda, 1932
- Spirogyra cylindrosperma (West & G.S.West) H.Krieger, 1944
- Spirogyra cylindrospora West & G.S.West, 1897
- Spirogyra czubinskii Kadlubowska, 1972
- Spirogyra czurdae J.N.Misra, 1937
- Spirogyra czurdiana Kadlubowska, 1979
- Spirogyra dacimina (O.F.Müller) Kützing, 1843
- Spirogyra daedalea Lagerheim, 1888
- Spirogyra daedaleoides Czurda, 1932
- Spirogyra danica Kadlubowska, 1979
- Spirogyra darbhangensis Kargupta & al., 1987
- Spirogyra decima
- Spirogyra decimina (O.F.Müller) Dumortier, 1822
- Spirogyra densa Kützing, 1855
- Spirogyra denticulata Transeau, 1934
- Spirogyra dentireticulata C.-C.Jao, 1935
- Spirogyra desikacharyensis R.S.Rattan, 1970
- Spirogyra dialyderma Ling & Zheng, 1979
- Spirogyra dicephala C.-C.Jao & H.Z.Zhu, 1982
- Spirogyra dictyospora C.-C.Jao, 1935
- Spirogyra diluta H.C.Wood, 1869
- Spirogyra dimorpha Geitler, 1949
- Spirogyra discoidea Transeau, 1934
- Spirogyra discreta Transeau, 1934
- Spirogyra distenta Transeau, 1934
- Spirogyra diversizygotica (V.I.Polyanskij) L.A.Rundina, 1991
- Spirogyra dixitii H.Krieger, 1944
- Spirogyra djalonensis Gauthier-Lièvre, 1965
- Spirogyra djiliense Gauthier-Lièvre, 1965
- Spirogyra dodgeana
- Spirogyra drilonensis Petkoff, 1910
- Spirogyra dubia Kützing, 1849
- Spirogyra echinata Tiffany, 1924
- Spirogyra echinospora Blum, 1943
- Spirogyra eillipsospora Transeau
- Spirogyra elegans Wollny, 1877
- Spirogyra elegantissima Y.J.Ling & Y.M.Zheng, 1979
- Spirogyra ellipsospora Transeau, 1914
- Spirogyra elliptica C.-C.Jao, 1935
- Spirogyra elongata (Vaucher) Dumortier, 1822
- Spirogyra emilianensis Bonhomme, 1858
- Spirogyra endogranulata O.Bock & W.Bock, 1956
- Spirogyra exilis West & G.S.West, 1908
- Spirogyra fallax (Hansgirg) Wille, 1900
- Spirogyra fassula Zheng, 1981
- Spirogyra favosa Y.-X.Wei & Y.-K.Yung
- Spirogyra fennica Cedercreutz, 1924
- Spirogyra ferruginea H.W.Liang, 1979
- Spirogyra flavescens (Hassall) Kützing, 1849
- Spirogyra flavicans Kützing
- Spirogyra fluviatilis Hilse, 1863
- Spirogyra formosa (Transeau) Czurda, 1932
- Spirogyra fossa C.-C.Jao, 1935
- Spirogyra fossulata C.-C.Jao & Hu, 1979
- Spirogyra foveolata (Transeau) Czurda, 1932
- Spirogyra franconica O.Bock & W.Bock, 1956
- Spirogyra frankliniana Tiffany, 1934
- Spirogyra frigida F.Gay, 1884
- Spirogyra fritschiana Czurda, 1932
- Spirogyra fukienica Wei, 1979
- Spirogyra fuscoatra Rabenhorst, 1868
- Spirogyra fuzhouensis H.-J.Hu, 1979
- Spirogyra gallica Petit, 1880
- Spirogyra gangaensis Lakshminarasimhan, 1963
- Spirogyra garlandica Kargupta & R.N.Jha, 2004
- Spirogyra gaterslebensis Reith, 1973
- Spirogyra gauthier-lievrae Kadlubowska, 1984
- Spirogyra gauthieri Gayral, 1951
- Spirogyra gharbensis Gauthier-Lièvre, 1965
- Spirogyra ghosei R.N.Singh, 1938
- Spirogyra gibberosa C.-C.Jao, 1935
- Spirogyra glabra Czurda, 1932
- Spirogyra globulispora Gauthier-Lièvre, 1965
- Spirogyra gobonensis Gauthier-Lièvre, 1965
- Spirogyra godwardiae M.Srivastava, 1986
- Spirogyra goetzei Schmidle, 1901
- Spirogyra gracilis Kützing, 1849
- Spirogyra granulata C.-C.Jao, 1935
- Spirogyra gratiana Transeau, 1938
- Spirogyra groenlandica Rosenvinge, 1884
- Spirogyra guangchowensis Zhu & Zhong, 1981
- Spirogyra guineense Gauthier-Lièvre, 1965
- Spirogyra gujaratensis N.D.Kamat, 1962
- Spirogyra gurdaspurensis R.S.Rattan, 1971
- Spirogyra haimenensis C.-C.Jao, 1939
- Spirogyra hartigii (Kützing) De Toni, 1889
- Spirogyra hassalii (Jenner) Petit
- Spirogyra hassallii (Jenner ex Hassall) P.L.Crouan & H.M.Crouan, 1867
- Spirogyra hatillensis Transeau, 1936
- Spirogyra heeriana Nägeli ex Kützing, 1849
- Spirogyra henanensis (L.J.Bi) L.J.Bi, 1982
- Spirogyra herbipolensis O.Bock & W.Bock, 1952
- Spirogyra heterospora Liu, 1988
- Spirogyra hoehnei Borge, 1925
- Spirogyra hoggarica (Gauthier-Lièvre) Gauthier-Lièvre, 1965
- Spirogyra hollandiae Taft, 1947
- Spirogyra hopeiensis C.-C.Jao, 1935
- Spirogyra hunanensis C.-C.Jao, 1940
- Spirogyra hungarica Langer, 1932
- Spirogyra hyalina Cleve, 1868
- Spirogyra hymerae Britton & B.H.Smith, 1942
- Spirogyra inaequalis (Hassall) Kützing, 1849
- Spirogyra inconstans Collins, 1912
- Spirogyra incrassata Czurda, 1930
- Spirogyra indiana Kargupta & R.N.Jha, 2004
- Spirogyra indica Willi Krieger, 1944
- Spirogyra inflata (Vaucher) Dumortier, 1822
- Spirogyra insignis (Hassall) Kützing, 1849
- Spirogyra insueta Zhu & Zhong, 1981
- Spirogyra intermedia Rabenhorst, 1863
- Spirogyra intorta C.-C.Jao, 1935
- Spirogyra ionia Wade, 1949
- Spirogyra irregularis Nägeli ex Kützing, 1849
- Spirogyra islamii Kargupta & P.Sarma, 1992
- Spirogyra ivorensis Gauthier-Lièvre, 1965
- Spirogyra iyengarii Kadlubowska
- Spirogyra jaoensis Randhawa, 1938
- Spirogyra jaoi S.H.Ley, 1944
- Spirogyra jassiensis (Teodoresco) Czurda, 1932
- Spirogyra jatobae Transeau, 1938
- Spirogyra jogensis M.O.P.Iyengar, 1958
- Spirogyra jugalis (Dillwyn) Kützing, 1845
- Spirogyra juliana Stancheva, J.D.Hall, McCourt & Sheath, 2013
- Spirogyra kaffirita Transeau, 1934
- Spirogyra kamatii Kargupta & P.Sarma, 1992
- Spirogyra karnalae Randhawa, 1958
- Spirogyra khuntiensis A.K.Mahato, 1995
- Spirogyra kiratpurensis
- Spirogyra kolae Hajdu, 1975
- Spirogyra kolhapurensis N.D.Kamat, 1963
- Spirogyra koreana J.-H.Kim, Y.H.Kim & I.K.Lee
- Spirogyra krubergii V.J.Poljanski, 1951
- Spirogyra kundaensis R.N.Singh, 1938
- Spirogyra kusheshwarsthanensis Kargupta & P.Sarma, 2004
- Spirogyra kuusamoensis Hirn, 1895
- Spirogyra labbei Gauthier-Lièvre, 1965
- Spirogyra labyrinthica Transeau, 1934
- Spirogyra lacustris Czurda, 1932
- Spirogyra lagerheimii Wittrock, 1889
- Spirogyra laka Kützing
- Spirogyra lallandiae Taft
- Spirogyra lambertiana Transeau, 1934
- Spirogyra lamellata (Bhashyakarla Rao) Willi Krieger, 1944
- Spirogyra lamellosa C.-C.Jao, 1935
- Spirogyra lapponica Lagerheim
- Spirogyra latireticulata Zheng & Ling, 1979
- Spirogyra latviensis Czurda, 1932
- Spirogyra laxa Kützing, 1849
- Spirogyra laxistrata C.-C.Jao, 1935
- Spirogyra lenticularis Transeau, 1938
- Spirogyra lentiformis L.J.Bi, 1979
- Spirogyra lians Transeau, 1934
- Spirogyra libyca Gauthier-Lièvre, 1965
- Spirogyra lineata Suringar, 1967
- Spirogyra lismorensis Playfair, 1917
- Spirogyra lodziensis Kadlubowska, 1972
- Spirogyra lohandensis
- Spirogyra longifissa Wei, 1979
- Spirogyra lubrica Kützing
- Spirogyra lucknowensis (Prasad & Dutta) Kadlubowska
- Spirogyra ludhianensis
- Spirogyra lushanensis L.C.Li, 1938
- Spirogyra luteospora Czurda, 1932
- Spirogyra lutetiana Petit, 1879
- Spirogyra lymerae Britton & Smith
- Spirogyra macrospora (C.B.Rao) Krieger, 1944
- Spirogyra maghrebiana Gauthier-Lièvre, 1965
- Spirogyra magna (Dixit) H.Krieger, 1944
- Spirogyra major Kützing, 1855
- Spirogyra majuscula Kützing, 1849
- Spirogyra malmeana Hirn, 1896
- Spirogyra manoramae Randhawa, 1938
- Spirogyra mantonii
- Spirogyra maravillosa Transeau, 1938
- Spirogyra marchica H.Krieger, 1941
- Spirogyra margalefii Aboal & Llimona, 1984
- Spirogyra margaritata Wollny, 1877
- Spirogyra marocana Gauthier-Lièvre, 1965
- Spirogyra mattonensis (Misra) H.Krieger, 1944
- Spirogyra maxima (Hassall) Wittrock, 1882
- Spirogyra mayyanadensis Ushadevi & Panikkar, 1994
- Spirogyra megaspora Transeau, 1934
- Spirogyra meinningensis
- Spirogyra meridionalis W.J.Zhu & Zhong, 1982
- Spirogyra miamiana Taft, 1944
- Spirogyra microdictyon C.-C.Jao & Hu, 1978
- Spirogyra microgranulata C.-C.Jao, 1935
- Spirogyra micropunctata Transeau, 1916
- Spirogyra microspora C.-C.Jao, 1935
- Spirogyra mienningensis L.-C.Li, 1940
- Spirogyra minor (Schmidle) Transeau, 1944
- Spirogyra minuticrassoidea Yamagishi, 1963
- Spirogyra minutifossa C.-C.Jao, 1935
- Spirogyra mirabilis (Hassall) Kützing, 1849
- Spirogyra miranda Kadlubowska, 1979
- Spirogyra mirifica Zheng & Ling, 1979
- Spirogyra mithalaensis A.M.Verma & B.Kumari
- Spirogyra moebii Transeau, 1934
- Spirogyra moheshwarii
- Spirogyra monodiana Gauthier-Lièvre, 1941
- Spirogyra montserrati Margalef, 1952
- Spirogyra moulankariensis Usha & Panikkar, 1994
- Spirogyra multiconjugata N.C.Ferrer & E.J.Cáceres, 2008
- Spirogyra multiformis Kadlubowska, 1983
- Spirogyra multistrata Zheng & Ling, 1979
- Spirogyra multitrata Zheng & Ling, 1979
- Spirogyra mutabilis C.-C.Jao & H.J.Hu, 1982
- Spirogyra narcissiana Transeau, 1914
- Spirogyra natchita Transeau, 1934
- Spirogyra neglecta (Hassall) Kützing, 1849
- Spirogyra neorhizobrachialis C.-C.Jao & Zheng, 1982
- Spirogyra nitida (O.F.Müller) Leiblein, 1827
- Spirogyra nodifera O.Bock & W.Bock, 1956
- Spirogyra nodosa Kützing, 1855
- Spirogyra notabilis Taft, 1944
- Spirogyra nova-angliae Transeau, 1915
- Spirogyra novae-angliae Transeau, 1916
- Spirogyra nyctigama Taft, 1938
- Spirogyra oblata C.-C.Jao, 1936
- Spirogyra oblonga Liu, 1980
- Spirogyra obovata C.-C.Jao, 1935
- Spirogyra occidentalis (Transeau) Czurda, 1932
- Spirogyra oligocarpa C.-C.Jao, 1941
- Spirogyra olivascens Rabenhorst, 1863
- Spirogyra ollicola C.-C.Jao & Zhong, 1982
- Spirogyra oltmannsii Huber-Pestalozzi, 1930
- Spirogyra orientalis West & G.S.West, 1907
- Spirogyra orthospira Nägeli, 1849
- Spirogyra ouarsenica Gauthier-Lièvre, 1965
- Spirogyra ovigera Montagne, 1850
- Spirogyra pachyderma Gauthier-Lièvre, 1965
- Spirogyra palghatensis Erady, 1962
- Spirogyra paludosa Czurda, 1932
- Spirogyra papulata C.-C.Jao, 1935
- Spirogyra paradoxa Bhashyakarla Rao, 1937
- Spirogyra paraguayensis Borge, 1903
- Spirogyra parva (Hassall) Kützing, 1849
- Spirogyra parvispora H.C.Wood, 1869
- Spirogyra parvula (Transeau) Czurda, 1932
- Spirogyra pascheriana Czurda, 1932
- Spirogyra patliputri A.M.Verma & B.Kumari
- Spirogyra peipeingensis C.-C.Jao, 1939
- Spirogyra peipingensis
- Spirogyra pellucida (Hassall) Kützing, 1849
- Spirogyra perforans Transeau, 1934
- Spirogyra plena (West & G.S.West) Czurda, 1932
- Spirogyra poljanskii Kadlubowska, 1972
- Spirogyra polymorpha Kirchner, 1878
- Spirogyra polytaeniata Strasburger, 1888
- Spirogyra porangabae Transeau, 1938
- Spirogyra porticalis (O.F.Müller) Dumortier, 1822
- Spirogyra pratensis Transeau, 1914
- Spirogyra princeps (Vaucher) Link ex Meyen, 1827
- Spirogyra proavita Langer, 1913
- Spirogyra prolifica N.D.Kamat, 1962
- Spirogyra propria Transeau, 1916
- Spirogyra protecta H.C.Wood, 1869
- Spirogyra pseudoaedaloides Kadlubowska, 1979
- Spirogyra pseudobellis W.J.Zhu & Zhong, 1981
- Spirogyra pseudocorrugata Gauthier-Lièvre, 1965
- Spirogyra pseudocylindrica Prescott, 1949
- Spirogyra pseudogauthieri Kargupta & P.Sarma, 1992
- Spirogyra pseudogibberosa Gauthier-Lièvre, 1965
- Spirogyra pseudogranulata S.-H.Ley, 1944
- Spirogyra pseudojuergensii H.Silva, 1949
- Spirogyra pseudomaiuscula Gauthier-Lièvre, 1965
- Spirogyra pseudomajuscula Gauthier-Lièvre, 1965
- Spirogyra pseudomaxima Kadlubowska, 1979
- Spirogyra pseudoneglecta Czurda, 1932
- Spirogyra pseudonodifera O.Bock & W.Bock, 1956
- Spirogyra pseudoplena Liu, 1980
- Spirogyra pseudopulchrata C.-C.Jao, 1935
- Spirogyra pseudoreticulata H.Krieger, 1944
- Spirogyra pseudorhizopus L.J.Bi, 1979
- Spirogyra pseudosahnii Kadlubowska, 1979
- Spirogyra pseudospreciana C.-C.Jao, 1935
- Spirogyra pseudosubreticulata Rickert & Hoshaw, 1970
- Spirogyra pseudotenuissima O.Bock & W.Bock, 1956
- Spirogyra pseudotetrapla Kadlubowska, 1981
- Spirogyra pseudotexensis Bourrelly, 1957
- Spirogyra pseudovarians Czurda, 1930
- Spirogyra pseudovenusta Liu & Wei, 1980
- Spirogyra pseudowoodii V.J.Poljanski, 1959
- Spirogyra pulchella (H.C.Wood) H.C.Wood
- Spirogyra pulchra Alexenko, 1891
- Spirogyra pulchrifigurata C.-C.Jao, 1935
- Spirogyra puncticulata C.-C.Jao, 1934
- Spirogyra punctulata C.-C.Jao, 1936
- Spirogyra quadrata (Hassall) P.Petit, 1874
- Spirogyra quadrilaminata C.-C.Jao, 1935
- Spirogyra quezelii Gauthier-Lièvre, 1958
- Spirogyra quilonensis Kothari, 1971
- Spirogyra quinquilaminata C.-C.Jao, 1935
- Spirogyra randhawae Krieger, 1944
- Spirogyra ranipurensis Kargupta & R.N.Jha, 2004
- Spirogyra rattanii Kadlubowska, 1983
- Spirogyra recostata Kargupta & R.N.Jha, 2004
- Spirogyra rectangularis Transeau, 1914
- Spirogyra rectispira Merriman, 1922
- Spirogyra regularis (Cedercreutz) H.Krieger, 1941
- Spirogyra reinhardii Khmelevesky (Chmielewski, Khmelevesky), 1890
- Spirogyra reticulata Nordstedt, 1880
- Spirogyra reticulatum Randhawa
- Spirogyra reticuliana Randhawa, 1938
- Spirogyra rhizobrachialis C.-C.Jao, 1935
- Spirogyra rhizobranchialis C.-C.Jao, 1935
- Spirogyra rhizoides Randhawa, 1938
- Spirogyra rhizopus C.-C.Jao, 1936
- Spirogyra rickertii Kadlubowska, 1972
- Spirogyra rivularis (Hassall) Rabenhorst, 1868
- Spirogyra robusta (Nygaard) Czurda, 1932
- Spirogyra rugosa (Transeau) Czurda, 1932
- Spirogyra rugulosa Iwanoff, 1900
- Spirogyra sahnii Randhawa, 1938
- Spirogyra salina Aleem, 1961
- Spirogyra salmonispora N.C.Ferrer & E.J.Cáceres, 1995
- Spirogyra sanjingensis Y.Wang & Z.Wang, 1985
- Spirogyra sarmae M.Singh & M.Srivastava, 1997
- Spirogyra schimidtii West & G.S.West
- Spirogyra schmidtii West & G.S.West, 1901
- Spirogyra schweickerdtii Cholonky, 1952
- Spirogyra scripta Nygaard, 1932
- Spirogyra scrobiculata (Stockmayer) Czurda, 1932
- Spirogyra sculpta Gauthier-Lièvre, 1965
- Spirogyra semiornata C.-C.Jao, 1935
- Spirogyra senegalensis Gauthier-Lièvre, 1965
- Spirogyra setiformis (Roth) Martens ex Meneghini, 1837
- Spirogyra setiformis Kützing, 1845
- Spirogyra shantungensis L.-C.Li, 1936
- Spirogyra shanxiensis Zheng & Ling, 1979
- Spirogyra shenzaensis Zheng, 1979
- Spirogyra siamensis Transeau, 1951
- Spirogyra siberica Skvortzov, 1927
- Spirogyra silesiaca Kadlubowska, 1967
- Spirogyra sinensis L.-C.Li, 1933
- Spirogyra singularis Nordstedt, 1880
- Spirogyra sinhaensis M.Srivastava, 1984
- Spirogyra skujae Randhawa, 1938
- Spirogyra skvortzowii Willi Krieger, 1944
- Spirogyra smithii Transeau, 1934
- Spirogyra speciosa Liu, 1980
- Spirogyra sphaerica (Misra) H.Krieger, 1944
- Spirogyra sphaerocarpa C.-C.Jao, 1939
- Spirogyra sphaerospora Hirn, 1895
- Spirogyra spinescens Kirjakov, 1970
- Spirogyra splendida G.S West, 1914
- Spirogyra spreeiana Rabenhorst, 1863
- Spirogyra stagnalis Hilse, 1863
- Spirogyra subaffinis F.E.Fritsch & M.F.Rich, 1929
- Spirogyra subbullata Kadlubowska, 1983
- Spirogyra subcolligata L.J.Bi, 1979
- Spirogyra subcrassa Woronchin, 1954
- Spirogyra subcrassiuscula L.J.Bi, 1982
- Spirogyra subcylindrospora C.-C.Jao, 1935
- Spirogyra subechinata Godward, 1956
- Spirogyra subformosa Kargupta & P.Sarma, 1992
- Spirogyra subfossulata C.-C.Jao, 1982
- Spirogyra subfragilis A.K.M.N.Islam, 1969
- Spirogyra subglabra Zheng & Ling, 1979
- Spirogyra sublambertiana Zhao, 1982
- Spirogyra sublamellata A.K.M.N.Islam, 1984
- Spirogyra subluteospora C.-C.Jao & Hu, 1978
- Spirogyra submajuscula Ling & Zheng, 1979
- Spirogyra submargaritata Godward, 1956
- Spirogyra submarina (Collins) Transeau, 1916
- Spirogyra submaxima Transeau, 1914
- Spirogyra subobovata Chian, 1981
- Spirogyra subpapulatata C.-C.Jao, 1935
- Spirogyra subpellucida C.-C.Jao, 1939
- Spirogyra subpolytaeniata C.-C.Jao, 1941
- Spirogyra subpratensis Woronichin, 1950
- Spirogyra subreflexa Liang & Wang, 1979
- Spirogyra subreticulata F.E.Fritsch, 1921
- Spirogyra subsalina Cedercreutz, 1924
- Spirogyra subsalsa Kützing, 1845
- Spirogyra subsalso-punctatulata Kadlubowska, 1972
- Spirogyra subtropica Chian, 1981
- Spirogyra suburbana C.-C.Jao, 1982
- Spirogyra subvelata Willi Krieger, 1944
- Spirogyra subvermiculata A.K.M.N.Islam, 1984
- Spirogyra subverrucosa Kargupta & P.Sarma, 1992
- Spirogyra sulcata Blum, 1944
- Spirogyra sundanensis Gauthier-Lièvre, 1965
- Spirogyra superba L.Liu, 1980
- Spirogyra supervarians Transeau, 1934
- Spirogyra szechwanensis C.-C.Jao, 1935
- Spirogyra taftiana Transeau, 1944
- Spirogyra taiyuanensis Ling, 1979
- Spirogyra tandae Randhawa, 1938
- Spirogyra taylorii C.-C.Jao, 1935
- Spirogyra tenuispina Rundina, 1977
- Spirogyra tenuissima (Hassall) Kützing, 1849
- Spirogyra teodoresci Transeau, 1934
- Spirogyra teodorescui Transeau, 1934
- Spirogyra ternata Ripart, 1876
- Spirogyra tetrapla Transeau, 1938
- Spirogyra tibetensis C.-C.Jao, 1964
- Spirogyra tjibodensis Faber, 1912
- Spirogyra tolosana Comère, 1889
- Spirogyra torta Blum, 1943
- Spirogyra torulosa Kützing, 1843
- Spirogyra trachycarpa Skuja, 1934
- Spirogyra transeauiana C.-C.Jao, 1935
- Spirogyra triplicata (Collins) Transeau, 1944
- Spirogyra trochainii Gauthier-Lièvre, 1965
- Spirogyra tropica Kützing, 1855
- Spirogyra tsingtaoensis L.-C.Li, 1936
- Spirogyra tuberculata Lagerheim, 1896
- Spirogyra tuberculosa Liang & Wang, 1979
- Spirogyra tubifera Kargupta & R.N.Jha, 2004
- Spirogyra tucumaniae B.Tracanna
- Spirogyra tumida C.-C.Jao, 1935
- Spirogyra turfosa F.Gay, 1884
- Spirogyra tuwensis R.J.Patel & C.K.Ashok Kumar, 1970
- Spirogyra ugandense Gauthier-Lièvre, 1965
- Spirogyra unduliseptum Randhawa, 1938
- Spirogyra urbana C.-C.Jao & Zhong, 1982
- Spirogyra van-zantenii Cholonky, 1952
- Spirogyra variabilis C.-C.Jao & Hu, 1978
- Spirogyra varians (Hassall) Kützing, 1849
- Spirogyra variaspora Rickert & Hoshaw, 1970
- Spirogyra varifaveolata B.N.Prasad & S.Dutta, 1970
- Spirogyra variformis Transeau, 1938
- Spirogyra varireticulata Kargupta & R.N.Jha, 2004
- Spirogyra varshaii Prasad & Dutta, 1970
- Spirogyra vasishtii R.S.Rattan, 1971
- Spirogyra velata Nordstedt, 1873
- Spirogyra venkataramanii R.S.Rattan, 1967
- Spirogyra venosa Kadlubowska, 1979
- Spirogyra ventricosa Kützing, 1849
- Spirogyra venusta C.-C.Jao, 1935
- Spirogyra vermiculata C.-C.Jao & H.J.Hu, 1978
- Spirogyra verrucogranulata I.C A.Dias & C.E.de M.Bicudo
- Spirogyra verrucosa (C.B.Rao) H.Krieger, 1944
- Spirogyra verruculosa C.-C.Jao, 1936
- Spirogyra voltaica Gauthier-Lièvre, 1965
- Spirogyra wangii L.C.Li, 1933
- Spirogyra weberi Kützing, 1843
- Spirogyra weberrii
- Spirogyra weishuiensis Ling & Zheng, 1979
- Spirogyra weletischii West & G.S.West, 1897
- Spirogyra welwitschii West & G.S.West, 1897
- Spirogyra willei Skuja, 1928
- Spirogyra wittrockii Alexenko, 1894
- Spirogyra wollnyi De Toni, 1889
- Spirogyra wrightiana Transeau, 1938
- Spirogyra wuchanensis C.-C.Jao & H.-J.Hu, 1978
- Spirogyra wuhanensis C.-C.Jao & H.-J.Hu, 1978
- Spirogyra xiaoganensis Liu, 1980
- Spirogyra xinxiangensis L.J.Bi, 1979
- Spirogyra yamagishii Kargupta & P.Sarma, 1992
- Spirogyra yexianensis L.J.Bi, 1979
- Spirogyra yuin S.Skinner & Entwisle, 2005
- Spirogyra yunanensis L.-C.Li, 1939